# Dobříš
Dobříš település Csehországban, a Příbrami járásban. Dobříš Skuhrov, Hostomice, Velký Chlumec, Svinaře, Podbrdy, Mokrovraty, Stará Huť, Rosovice, Obořiště, Voznice, Svaté Pole, Vižina, Mníšek pod Brdy, Kytín és Řevnice településekkel határos. Lakosainak száma 8867 fő (2024. január 1.).

## Népesség
A település lakosságának változását az alábbi diagram mutatja:
| Lakosok száma | 2960 | 3512 | 3347 | 4070 | 7466 | 7825 | 8995 | 8983 | 8707 | 8867 |
|               | 1869 | 1890 | 1921 | 1950 | 1980 | 2001 | 2017 | 2019 | 2022 | 2024 |